# Stefan Wyszyński
Stefan Wyszyński (Zuzela, 1901. augusztus 3. – Varsó, 1981. május 28.) Varsó érseke és Gnieznó érseke, August Hlond utóda. 1953. január 12-től haláláig bíboros, Lengyelország prímása, gyakori nevén az "évezred prímása". A lengyel katolikus egyház egyik legnagyobb 20. századi alakja, jelentősége Mindszenty Józseféhez hasonló.
Boldoggá, illetve szentté avatásának sok támogatója van a Vatikánban és Lengyelországban, a nácizmussal és a kommunizmussal való szembenállása, valamint a II. János Pál pápához fűződő kapcsolata miatt. Az eljárás 2001 óta Rómában folyik. A boldoggá avatás 2021. szeptember 12-én, Varsóban megtörtént.

## Fiatalkora
Wyszyński egy Zuzela nevű faluban született 1901-ben, mely település a Nyugati-Bug folyónál fekszik, s mely terület az első világháború végéig az Orosz Birodalom területe volt. Szüleinek, Stanisławnak (a helyi templom orgonistájának) és Juliannának (leánykori nevén Karp) második gyermekeként látta meg a napvilágot. A családja 1910-ben Andrzejewbe költözött. Kilencévesen elveszítette édesanyját, 1911-ben édesapja Varsóba küldte, ahol 1912 és 1914 között a Górskiego Gimnazjum tanulója volt. 1914 és 1916 között Łomżában, a Piotr Skarga Fiúgimnázium diákja volt. 1917-ben jelentkezett a X. Pius Gimnáziumba, mely szemináriumi tanulmányainak megkezdését jelentette Włocławekben.

## Papi pályája

### A püspöki kinevezése előtt
1920–1924 között Włocławekben a Felsőfokú Szeminárium tanulója volt volt. Felszentelésére 1924. augusztus 3-án (23. születésnapján) került sor szintén ebben a városban, mégpedig a Szűz Mária Mennybemenetele Főszékesegyházban Wojciech Stanisław Owczarek megyés püspök által, miután Wyszyński felépült a kórházi kezelést igénylő súlyos betegségéből. Tanulmányaival ezt követően sem hagyott fel: 1925–1929 között joghallgató volt a Lublini Tudományegyetem (a mai II.János Pál Tudományegyetem) Jogi, kánonjogi és közigazgatási karán, majd a Lublini Katolikus Egyetem Jogi és közgazdaságtudományi karán, ahol doktorált „A család, az egyház és az állam iskola joga” című disszertációjával.
1931-ben segédlelkész a przedczi Szent Család plébánián. Társadalmi tevékenysége ez alatt az idő alatt sem csökkent: 1932-től főszerkesztője a włocławeki „ Ateneum Kapłańskie” egyházi havilapnak, s vezetője a „Sodalicja Mariańska” nevű világi keresztény egyesületnek, valamint keresztény munkásegyetemet és társadalmi-oktatási tevékenységet vezetett a keresztény szakszervezetekben. Miután a második világháború kirobbant, Michał Kozal püspök utasítására, a lublini vajdaságban, egy Stanisławka nevű faluban rejtőzködött a Gestapo elől. Ekkor történt, hogy véletlenül betoppant egy teljesen kimerült szülőanya házába, miután már nem tudott segítséget hívni, bába és ápolónő lett a szülés idejére. A varsói felkelés idején a város környékén elterülő Laskiban élt. „Radvan” álnéven a Honi Hadsereg egyik alakulatánál és a felkelők tábori kórházában volt káplán.

### Lublini püspök
Miután a világháború véget ért, Wyszyński visszatért Włocławekbe, ahol újjászervezte a szemináriumot s ellátta a rektori feladatokat. 1946-ban kinevezték őt a Lublini egyházmegye megyés püspökévé. A püspökké  Hlond lengyel prímás szentelte ez év augusztusában. Püspöki címerébe a Soli Deo (Gloria) jelszót helyezte, mely annyit tesz, hogy Egyedül Istennek (legyen dicsőség).

### Meghurcoltatása a kommunizmus idején
A szocialista lengyel állam intézkedések sorozatával igyekezett ellehetetleníteni az egyházat az 1950-es években. Sor került az egyházi vagyon majdnem teljeskörű elkobzásra a templomok és a temetők kivételével. Bár a hitoktatást beszüntették, de az ifjúság „ateizálása” terén csekély sikert értek el. Ettől függetlenül megkezdődött a papság tömeges letartóztatása – ez 1951-ben kilencszáz egyházi személyt érintett–, és 1953-ban Czesław Kaczmarek kielcei püspököt (1938–1963) koncepciós perben elítélték. Mivel Wyszyński felemelte szavát az állami szószegés miatt, kiállt Kaczmarek mellett, továbbá elutasította, hogy a papság államesküt tegyen, 1953 szeptemberében letartóztatták. Nem sokkal később segédpüspöke (és jóbarátja), a szintén karizmatikus Antoni Baraniak későbbi poznańi érsek (1957–1977) is osztozott sorsában. Wyszyńskit végül ítélet nélkül három különböző helyen tartották fogva a legszigorúbb felügyelet alatt.

## Film
- A prímás – Wyszynski bíboros, (lengyelül: Prymas – trzy lata z tysiaca); lengyel filmdráma (2000), rendező: Teresa Kotlarczyk, címszereplő: Andrzej Seweryn

## Magyarul megjelent művei
- Miatyánk; ford. Koncz Éva; Új Ember–Magyar Kurír, Bp., 2020

## Fordítás
- Ez a szócikk részben vagy egészben  a   Stefan Wyszyński című angol Wikipédia-szócikk fordításán alapul.  Az eredeti cikk szerkesztőit annak laptörténete sorolja fel. Ez a jelzés csupán a megfogalmazás eredetét és a szerzői jogokat jelzi, nem szolgál a cikkben szereplő információk forrásmegjelöléseként.
- Ez a szócikk részben vagy egészben  a   Stefan Wyszyński című lengyel Wikipédia-szócikk fordításán alapul.  Az eredeti cikk szerkesztőit annak laptörténete sorolja fel. Ez a jelzés csupán a megfogalmazás eredetét és a szerzői jogokat jelzi, nem szolgál a cikkben szereplő információk forrásmegjelöléseként.